# Расан, Башар
Башар Расан Боньян (араб. بشار رسن بنيان‎; род. 22 декабря 1996, Багдад) — иракский футболист, полузащитник узбекского клуба «Пахтакор» и национальной сборной Ирака.

## Клубная карьера
Башар начал выступать за клуб «Аль-Кува» в сезоне 2011/12. Свой первый гол за эту команду он забил 11 августа 2012 года в матче против «Аль-Таджи».
4 июля 2017 года Расан заключил двухлетний контракт с иранским клубом «Персеполис».
31 декабря 2020 года «Катар СК» объявил о подписании Расана.

## Карьера в сборной
В 2013 году молодой игрок принял участие на неудачном для его сборной юношеском чемпионате мира по футболу. В 2014 году Башар в составе олимпийской сборной стал бронзовым призёром летних Азиатских игр в Инчхоне. 4 сентября 2014 года юный полузащитник дебютировал в составе национальной сборной Ирака в матче против сборной Перу.
В декабре 2018 года был включён в заявку на Кубок Азии 2019. 12 января во втором матче группового этапа против Йемена отличился голом на 18 минуте игры. В итоге Иракская сборная одержал победу 3:0.

## Достижения

### Клубные

#### «Аль-Кува»
- Обладатель Кубка АФК: 2016
- Чемпион Ирака: 2016/2017
- Обладатель Кубка Ирака: 2015/2016

#### «Персеполис»
- Чемпион Ирана: 2017/2018, 2018/2019, 2019/2020
- Обладатель Кубка Хазфи: 2018/2019
- Обладатель Суперкубка Ирана: 2017, 2018, 2019
- Финалист Лиги чемпионов: 2018, 2020

### Международные
- Победитель чемпионата Азии среди молодёжных команд: 2013
- Победитель Кубка мира по футболу среди военнослужащих: 2013
- Бронзовый призёр летних Азиатских игр: 2014